# Casas de peaje en Reino Unido

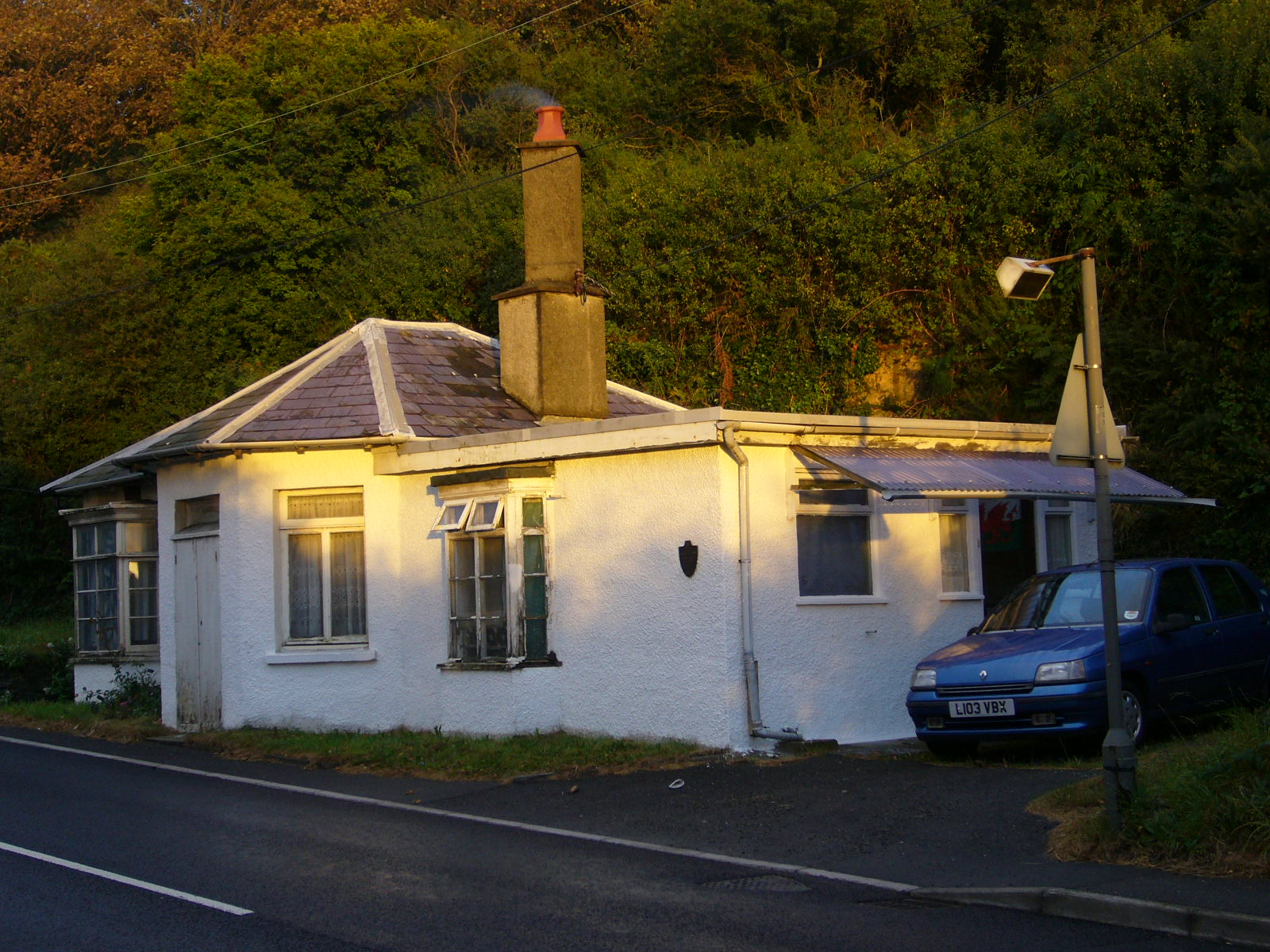
Casa de peaje de Northgate, Aberaeron.

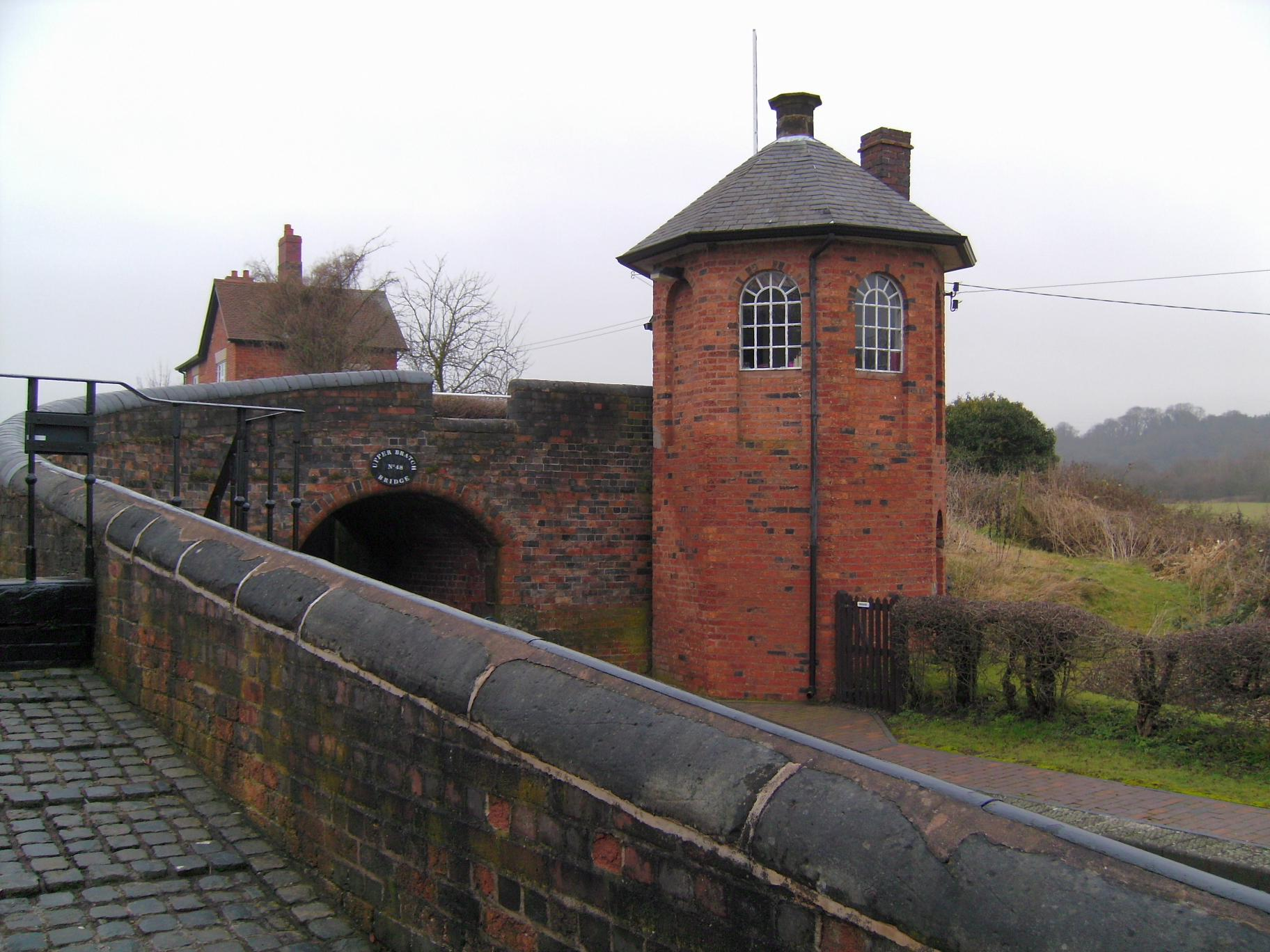
Casa de peaje en Bratch Locks, Wombourne, en el canal de Staffordshire y Worcestershire, circa 1772.

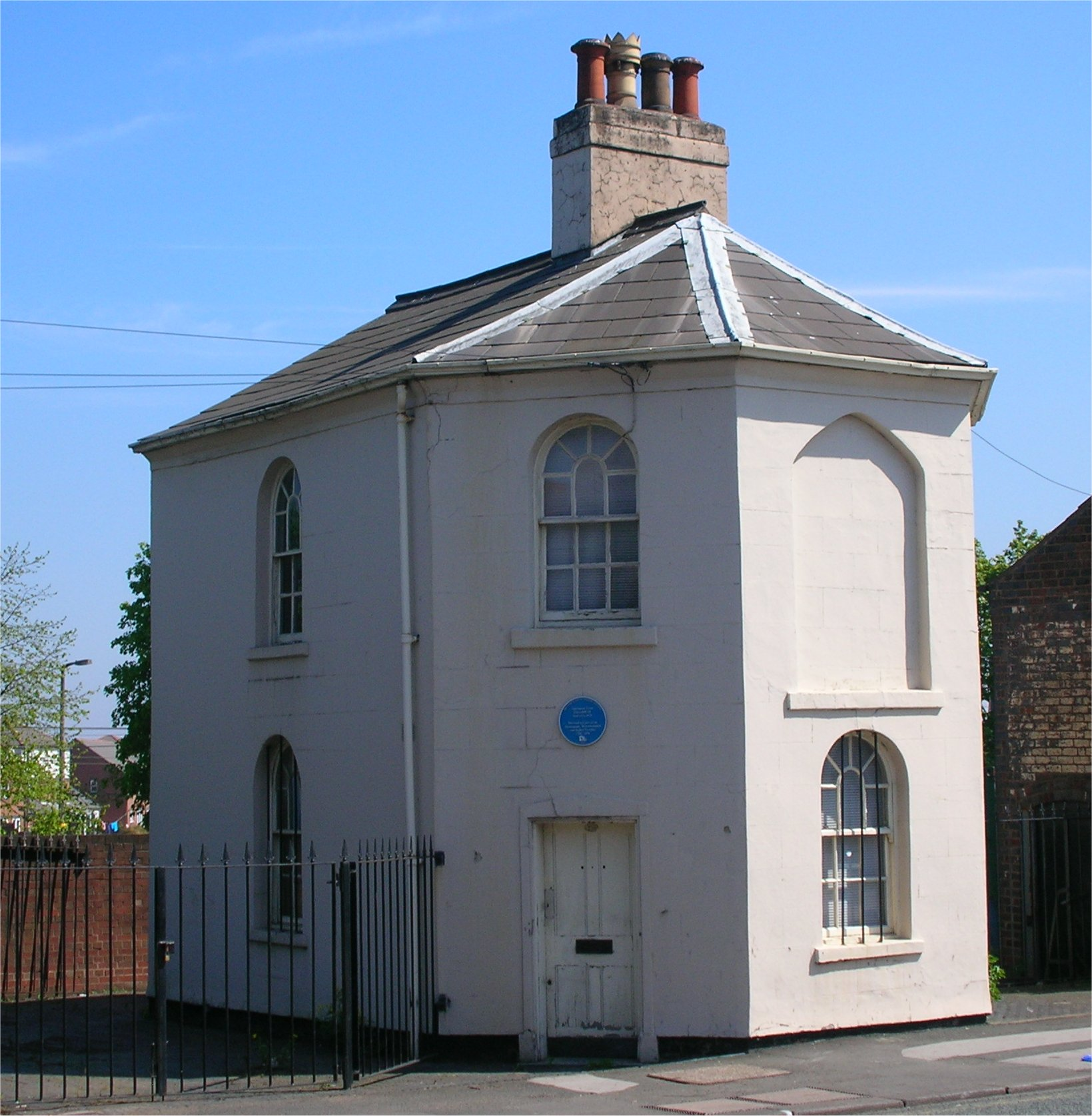
Smethwick. Lo que parece una ventana que se abre en el piso superior sostendría el peaje.

Un tollhouse o peaje es un edificio con alojamiento para un colector de peaje, al lado de una estación de peaje en una autopista de peaje o el canal que se encuentra en el Reino Unido.

## Historia
Muchas casas de peaje fueron construidas por fideicomisos de peaje en Inglaterra, Gales y Escocia durante el siglo XVIII y principios del XIX. Las casas de peaje construidas a principios del siglo XIX a menudo tenían un frente de bahía distintivo para darle al piquero una vista clara de la carretera y proporcionar un área de exhibición para el peaje. En 1840, de acuerdo con Turnpike Returns en Parliamentary Papers, había más de 5,000 casas de peaje operando en Inglaterra. Estas casas se vendieron en la década de 1880 cuando se cerraron las autopistas. Muchas fueron demolidos, pero varias cientos han sobrevivido como casas domésticas, con rasgos distintivos de las antiguas casas de peaje aún visibles. 
Las casas de peaje de canal se construyeron en un estilo muy similar a las de las autopistas. Están ubicados en las esclusas de los canales principales o en los cruces. La gran época de la construcción de canales en Gran Bretaña fue en el siglo XVIII, por lo que la mayoría exhibe las características típicas de la arquitectura georgiana vernácula. En English Midlands, un área importante del desarrollo de canales del siglo XVIII, la mayoría son de ladrillo rojo suave y de planta hexagonal, y lo suficientemente altos como para que el encargado de la esclusa tenga una buena vista del tráfico local en el canal. Al ser pequeñas, la mayoría han resultado inadecuadas para la ocupación, por lo que a menudo se utilizan como tiendas o puntos de información turística. 
La oficina del administrador en las modernas plazas de peaje también se conoce como "casa de peaje", aunque no se utiliza como residencia.